# 서양민들레
서양민들레(Dandelion, 학명: Taraxacum officinale)는 민들레속에 속하는 여러해살이풀이다. 전 세계의 기후가 온화한 지역에서 발견할 수 있으며 길가나 공원, 아파트단지, 잔디밭 등 습기 있는 흙이 있는 곳에 자란다. 유럽 원산의 귀화 식물로, 유럽, 아시아, 아메리카 대륙에서는 대표적인 잡초로 간주된다. 하지만 의약 성분을 추출하거나 식용으로 쓰이기도 한다.

## 귀화
일본에서는 홋카이도에 거주하던 서양 사람이 샐러드용으로 들여와 심던 것이 퍼졌다고 한다. 대한민국에서는 1920년에 이미 기록돼 있으나, 들어온 경로는 자세히 알려져 있지 않다.

## 사진과 그림

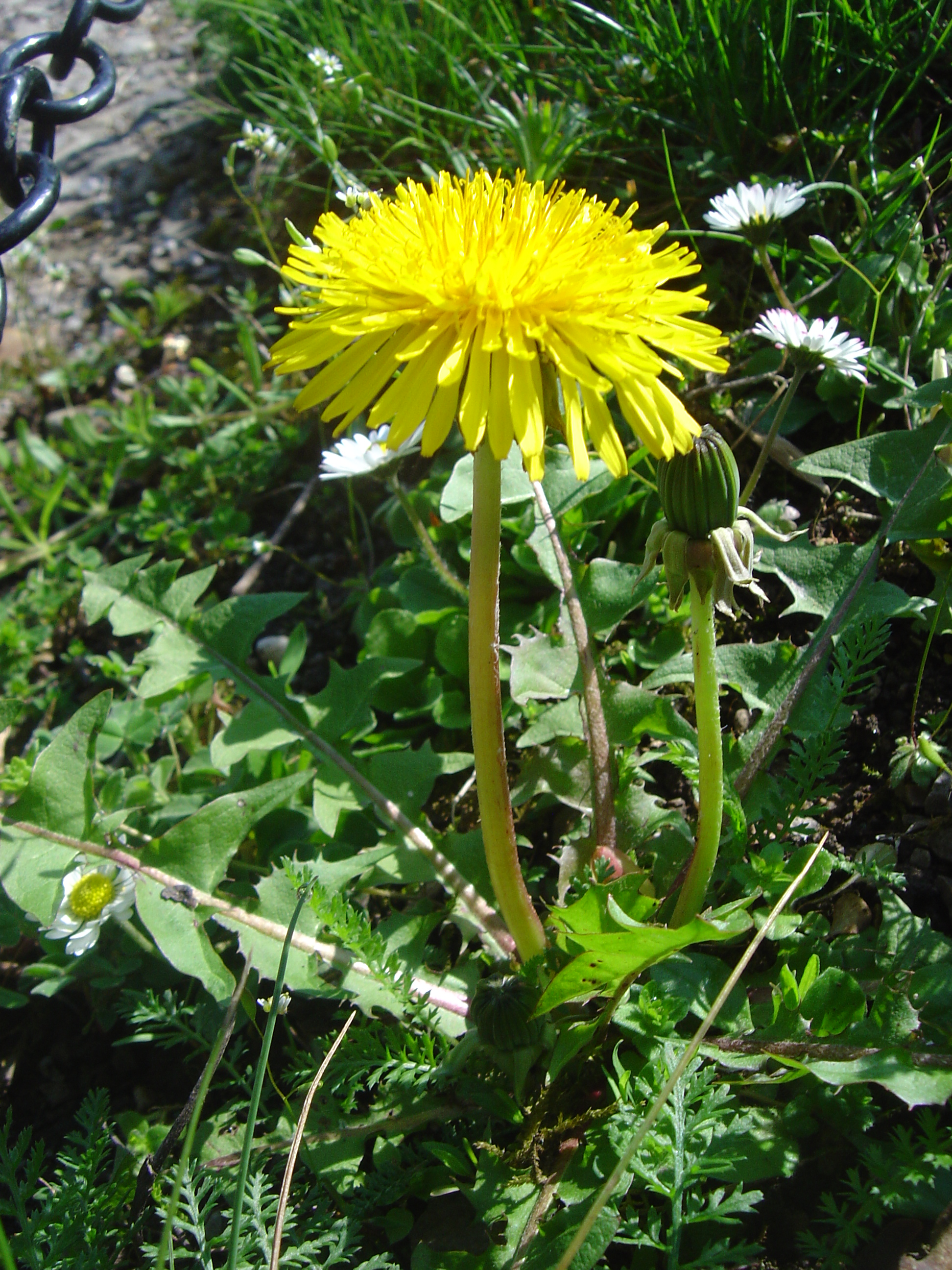
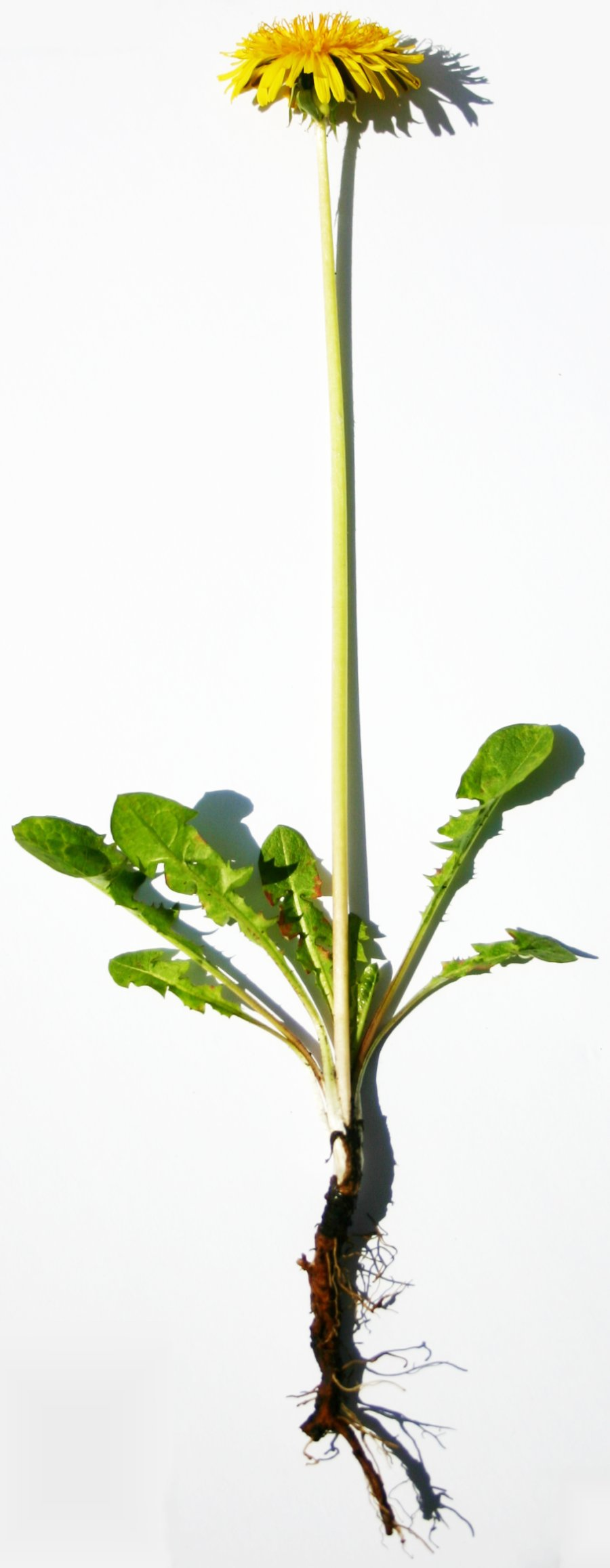
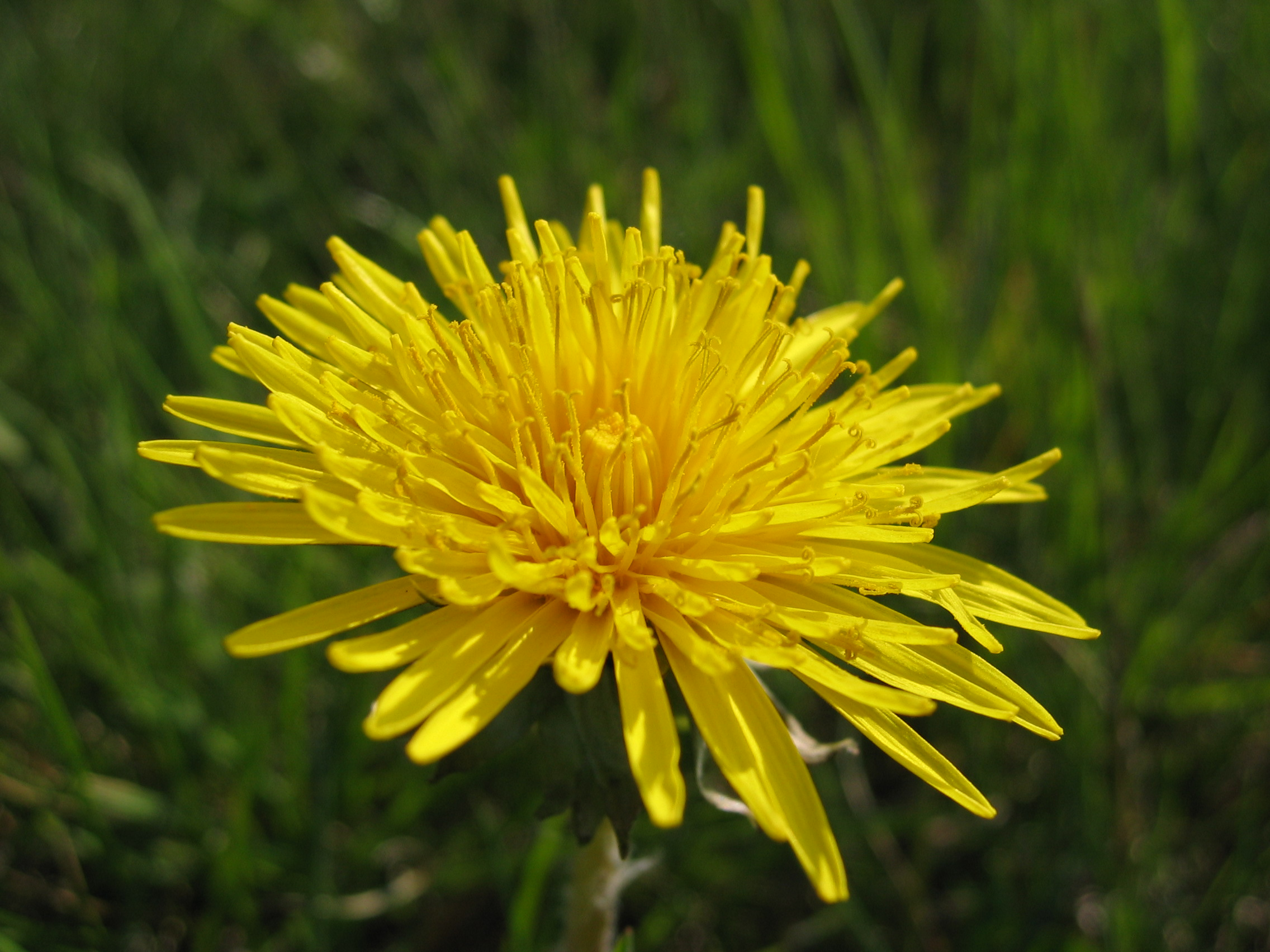
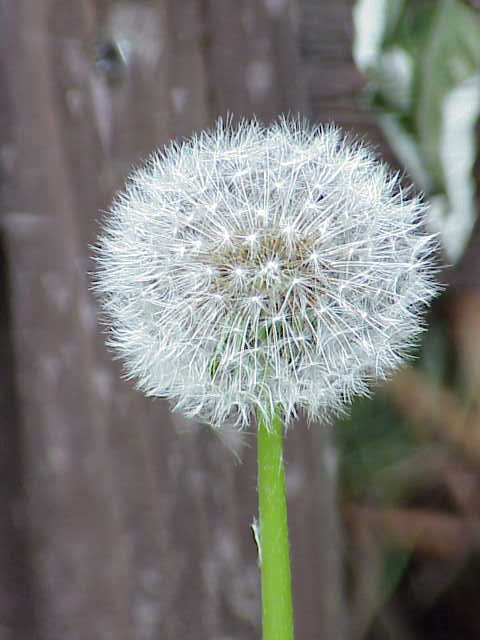
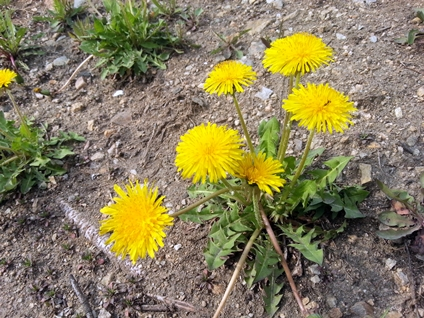
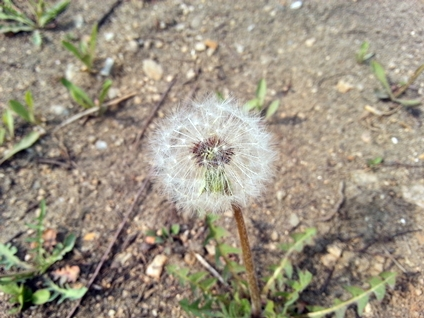